# Pavlovac Vrebački
Pavlovac Vrebački is een plaats in de gemeente Gospić in de Kroatische provincie Lika-Senj. De plaats telt 33 inwoners (2001).